# Коссовский, Ежи
Ежи Коссовский (18 июля 1889, Львов, Австро-Венгрия — 16 июня 1969, Рио-де-Жанейро, Бразилия) — польский писатель
, журналист, актёр и офицер.

## Биография
Изучал право и историю искусств во Львовском университете Яна Казимира. В 1912 году был призван в австро-венгерскую армию, окончил кадетское училище.
Участник Первой мировой войны. В 1914—1918 годах сражался на русском и итальянском фронтах. В 1918 году в звании лейтенанта участвовал во взятии власти поляками в Тарнуве, где служил в резервном батальоне 20-го Галицийского пехотного полка.
После обретения Польшей независимости до 1920 года служил в польской армии. Участник Советско-польской войны. В 1922 году вышел в отставку в чине капитана.
В 1936 году вместе с женой эмигрировал в Бразилию. После начала Второй мировой войны вернулся в Европу и вступил в польскую армию на территории Франции. Участвовал в боевых действиях в 1940 году. Попал в плен, заключён в лагерь для военнопленных недалеко от Страсбурга, бежал и вернулся в Бразилию.
До 1945 года был пресс-секретарем Польского представительства в Рио-де-Жанейро. В 1950—1960-е годах был профессором драматической школы в Рио-де-Жанейро.
Был заместителем председателя Польского авторского общества ZAiKS.

## Творчество
После занимался организацией театральной жизни в Польше, руководил несколькими театральными труппами, был актером в Театре «Редута» и Новом театре в Познани. В 1923 году — один из организаторов и руководитель художественно-литературной частью Театра им. Фредро в Варшаве.
С 1914 года он вёл литературную и публицистическую деятельность. Как прозаик дебютировал в 1927 году. Ежи Коссовский, автор многочисленных романов, пьес, рассказов и эссе, переводов.

## Избранные произведения
- Zielona Kadra: nowele (1928)
- Kłamca (повесть, 1928)
- Nafta…nafta…nafta (экранизирован в 1932 г.)
- Cyrk (1939)
- Wici w puszczy (повесть, 1954)
- Śmierć w słońcu (1957)
- W Wogezach straszy nocami (повесть, 1965)
- Kraków: przewodnik (1967)

## Награды
- Крест Храбрых
- Золотой Крест Заслуги
- Крест Независимости (1933)
- Медаль «Участнику войны. 1918—1921»
- Медаль «10-летие обретения независимости»
- Золотые Академические лавры (1938)
- Командор Ордена Звезды Румынии
- Серебряная Медаль «За военные заслуги» (Австро-Венгрия)
- Войсковой крест Карла
- Памятный крест. 1912—1913 (Австро-Венгрия).
- Лауреат Союза польских писателей за рубежом (1968)